# Te Deum (Berlioz)
El Te Deum (op. 22 / H.118) d'Hector Berlioz es va completar el 1849. Igual que l'anterior i més famosa Gran Messe des Morts, és un dels treballs que Berlioz va referir a les seves Memòries com "les enormes composicions que alguns crítics han anomenat música arquitectònica o monumental". Mentre que les forces orquestrals necessàries per al Te Deum no són tan titàniques com les del Requiem, el treball demana un orgue que pugui competir en igualtat de condicions amb la resta de l'orquestra. Té una durada aproximada de cinquanta minuts i obté el text del tradicional Te Deum llatí, encara que Berlioz va canviar l'ordre de les paraules per a fins dramàtics.

## Antecedents i estrena
El Te Deum va ser concebut originalment com el clímax d'una gran simfonia que celebrava Napoleó Bonaparte. L'obra acabada va ser dedicada a Albert, Príncep Consort, espòs de la reina Victoria. Alguns dels materials utilitzats per Berlioz en la peça van ser escrits originalment per a la seva Messe Solennelle de 1824, que va ser destruïda pel compositor però redescoberta el 1991. La primera representació de l'obra va ser el 30 d'abril de 1855 a l'església de Saint-Eustache, París; Berlioz va dirigir un conjunt d'entre 900 i 950 intèrprets.

## Estructura

### Orquestració
Els moviments corals del Te Deum són per als següents instruments:
- 4 flautes
- 4 oboès (un doblat amb corn anglès)
- 4 clarinets (un doblat amb clarinet baix)
- 4 fagots
- 4 trompes
- 2 trompetes
- 2 cornetes
- 6 trombons
- 2 figles / tubes
- timbales
- 4 tambors de tenor
- bombo
- 5 plats
- solista de tenor
- 2 grans cors mixtos de 3 parts (STB)
- 1 gran cor infantil uníson
- Cordes
- 12 arpes
- orgue

Hi ha diferències en l'orquestració dels moviments no corals. El Prelude sol·licita un tamboret i 6 tambors, mentre que la marxa requereix un saxhorn petit i 12 arpes.

### Llista de moviments
A part del poques vegades interpretat o enregistrat Prelude orquestral i la Marche pour la Présentation aux drapeaux (Marxa per a la presentació dels colors), hi ha sis moviments en aquest Te Deum compost per Berlioz, ja sigui com a himnes (Hymne) o oracions (Prière), excepte el darrer moviment que va dissenyar com a les dues opcions. Aquests es llisten a continuació:
1. Te Deum (Hymne)
2. Tibi omnes (Hymne)
3. Dignare (Prière)
4. Christe, Rex gloriae (Hymne)
5. Te ergo quaesumus (Prière)
6. Judex crederis (Hymne et prière)

Quan es realitza, el Preludi es posa entre el Tibi omnes i Dignare; la Marche sol venir després del Judex crederis.